# West Coast Time
West Coast Time En diciembre de 2010, Branch anunció que iba a regresar a sus raíces pop/rock en su nuevo álbum. También se supo que Branch había firmado con Warner Bros. Records, y distribuido por el sello de Warner, Reprise Records.
En enero de 2011, Branch confirmó en una entrevista con Katie Krause de Hollywire.com que el álbum sería lanzado este año. El 22 de marzo de 2011 en un video Branch confirmó que la mitad del álbum está terminado. El 14 de abril de 2011, se anunció que la grabación del álbum había concluido y solo faltaba la mezcla y masterización.

## Antecedentes
El 26 de mayo de 2011, se organizó un chat con los fanes donde se dio a conocer en exclusiva el primer sencillo titulado "Loud Music", que fue lanzado en la tienda de iTunes el 14 de junio. La canción fue coescrita y producida por escritores británicos Irvin y Emery, que ha colaborado con Michelle en varias de las canciones del álbum. Branch también mencionó las canciones “Mastermind" y "The Story Of Us fueron incluidas en el nuevo disco y que la canción "Through The Radio" sería una pista oculta en el CD. En una transmisión anterior se dio a conocer "Spark" como otra de las canciones incluidas en el nuevo álbum.
El 1 de junio de 2011 Michelle anunció que el álbum se llama “West Coast Time” y estará disponible en septiembre, poco tiempo después se dio a conocer que el álbum sería lanzado en 2012.
El 11 de agosto es la premier del video "Loud Music" y el 13 en el Top 20 Countdown a través de VH1, desde ahí en la página oficial se han venido publicando videos promocionales sobre la grabación del álbum y sobre las canciones del mismo.
El 12 de diciembre de 2011, Michelle lanzó una canción titulada "If Your Happen to Call" para su descarga gratuita en la web oficial.
El 1 de junio de 2012 a través de la compañía Ebay se puso a disposición de los fanes en subasta la venta de un CD titulado "Michelle Branch Limited Edition CD" el cual incluía 5 de las canciones que formarían parte del álbum "West Coast Time" entre las canciones estaban: Loud Music, Mastermind, Spark, For Dear Life e If you happend to call.
Después de varios retrasos en el lanzamiento del álbum, Branch anunció que el álbum estaba paralizado y que dejaba Warner Records y que había firmado con Verve Records, compañía de Universal Music Group.

## 5 Tracks
EP lanzado para la prensa en edición limitada, como su nombre lo indica contine 5 pistas que estarían destinadas al álbum West Coast Time.
| No. | Track                 | Escritor                                            | Tiempo |
| --- | --------------------- | --------------------------------------------------- | ------ |
| 1.  | Loud Music            | James Lawrence Irvin, Julian Emery, Michelle Branch | 3:20   |
| 2.  | Mastermind            | James Lawrence Irvin, Julian Emery, Michelle Branch | 3:21   |
| 3.  | Spark                 | James Lawrence Irvin, Julian Emery, Michelle Branch | 3:33   |
| 4.  | For Dear Life         | Michelle Branch                                     | 3:12   |
| 5.  | If You Happen To Call | James Lawrence Irvin, Julian Emery, Michelle Branch | 3:44   |

## West Coast Time
Se filtraron dos posibles Track List del álbum pero ninguno fue confirmado por la compañía o Michelle Branch.
| No. | Track                           | Escritor                                            | Tiempo |
| --- | ------------------------------- | --------------------------------------------------- | ------ |
| 1.  | Loud Music                      | James Lawrence Irvin, Julian Emery, Michelle Branch | 3:20   |
| 2.  | Spark                           | James Lawrence Irvin, Julian Emery, Michelle Branch | 3:33   |
| 3.  | I'm Not Gonna Follow You Home   | Michelle Branch, Hillary Lindsey, Gordie Sampson    | 3:34   |
| 4.  | For Dear Life                   | Michelle Branch                                     | 3:12   |
| 5.  | Mastermind                      | James Lawrence Irvin, Julian Emery, Michelle Branch | 3:21   |
| 6.  | If You Happen To Call           | James Lawrence Irvin, Julian Emery, Michelle Branch | 3:44   |
| 7.  | Dancing (I Don't Feel Like)     | James Lawrence Irvin, Julian Emery, Michelle Branch | 3:28   |
| 8.  | Smokes And Feathers             | James Lawrence Irvin, Julian Emery, Michelle Branch | 3:53   |
| 9.  | What Don't Kill You             | James Lawrence Irvin, Julian Emery, Michelle Branch | 4:17   |
| 10. | Here We Go Again                | Michelle Branch, John Shanks                        | 3:38   |
| 11. | Just Let Me In                  | Michelle Branch, John Shanks                        | 3:40   |
| 12. | Getaway (with Timbaland)        | Michelle Branch, Tim Mosley, Jerome Harmon          | 3:19   |
| 13. | Another Sun                     | Matt Fife, Fred Kron                                | 2:35   |
| 14. | Through the Radio (Bonus Track) | Michelle Branch, Hillary Lindsey, John Shanks       | 3:34   |

| No. | Track                           | Escritor                                            | Tiempo |
| --- | ------------------------------- | --------------------------------------------------- | ------ |
| 1.  | Loud Music                      | James Lawrence Irvin, Julian Emery, Michelle Branch | 3:20   |
| 2.  | Spark                           | James Lawrence Irvin, Julian Emery, Michelle Branch | 3:33   |
| 3.  | The Story Of Us                 | James Lawrence Irvin, Julian Emery, Michelle Branch | 0:00   |
| 4.  | What Don't Kill You             | James Lawrence Irvin, Julian Emery, Michelle Branch | 4:17   |
| 5.  | Mastermind                      | James Lawrence Irvin, Julian Emery, Michelle Branch | 3:21   |
| 6.  | Dancing (I Don't Feel Like)     | James Lawrence Irvin, Julian Emery, Michelle Branch | 3:28   |
| 7.  | If You Happen To Call           | James Lawrence Irvin, Julian Emery, Michelle Branch | 3:44   |
| 8.  | Smokes And Feathers             | James Lawrence Irvin, Julian Emery, Michelle Branch | 3:53   |
| 9.  | West Coast Time                 | James Lawrence Irvin, Julian Emery, Michelle Branch | 0:00   |
| 10. | For You                         | Desconocido                                         | 0:00   |
| 11. | Fall Out Of Love                | Desconocido                                         | 0:00   |
| 12. | Through the Radio (Bonus Track) | Michelle Branch, Hillary Lindsey, John Shanks       | 3:34   |
| 13. | Another Sun                     | Matt Fife, Fred Kron                                | 2:35   |
| 14. | Getaway (with Timbaland)        | Michelle Branch, Tim Mosley, Jerome Harmon          | 3:19   |

## Sencillos
El primero sencillo fue "Loud Music" ("Música Alta"), fue lanzado el 10 de junio de 2011, siendo bien recibido por la crítica que alabaron su letra y sonido, Katherine St. Asaph de PopDust.com le dio a la canción un 3.5 sobre 5 y afirmó que "sin las constantes llamadas de rock duro, "Loud Music" es tan buena como el resto del catálogo anterior de Branch".
Para el 12 de diciembre de 2011, regalo a sus fans la canción If You Happen To Call al ser una de las canciones mejor recibidas en los videos promocionales para el lanzamiento del disco.
15 de diciembre de 2014 Branch regala Spark como parte de una campaña de ayuda a The Art of Elysium, los fans donaban y podían descargar la canción en HQ.

## Cronología de sus Trabajos
Anteriores
- 2000 - Broken Bracelet
- 2001 - The Spirit Room
- 2003 - Hotel Paper
- 2006 - Stand still, look pretty (en The Wreckers).
- 2009 - Everything comes and goes

Posteriores
- 2017 - Hopeless Romantic